# Джеймс Гаттон
Джеймс Гаттон (англ. James Hutton; 3 червня 1726, Единбург — 26 березня 1797, Единбург) — шотландський натураліст-геолог. Основоположник плутонізму та уніформізму. Його часто називають «батьком сучасної геології».

## Коротка біографія
Намагався сформулювати теорію виникнення Землі та атмосферних змін. Прийшов до висновку, що історію Землі можна було б пояснити, вивчаючи дії навколишніх сил, заклавши підвалини теорії уніформізму, що складає основу сучасної геології.
Довів інтрузивне походження гранітів. У праці «Теорія Землі» (1788) Гаттон зобразив історію Землі як нескінченне повторення циклів з періодичною зміною руйнування одних континентів і виникнення інших; вказав на схожість стародавніх і сучасних геологічних процесів. Ввів поняття «кругообіг гірських порід».

## Праці
- 1785. Abstract of a dissertation read in the Royal Society of Edinburgh, upon the seventh of March, and fourth of April, MDCCLXXXV, Concerning the System of the Earth, Its Duration, and Stability. Edinburgh. 30pp. at Oxford Digital Library.
- 1788.The theory of rain. Transactions of the Royal Society of Edinburgh, vol. 1, Part 2, pp. 41–86.
- 1788. Theory of the Earth; or an investigation of the laws observable in the composition, dissolution, and restoration of land upon the Globe. Transactions of the Royal Society of Edinburgh, vol. 1, Part 2, pp. 209–304. at Internet Archive.
- 1792. Dissertations on different subjects in natural philosophy. Edinburgh & London: Strahan & Cadell. at Google Books
- 1794. Observations on granite. Transactions of the Royal Society of Edinburgh, vol. 3, pp. 77–81.
- 1794. A dissertation upon the philosophy of light, heat, and fire. Edinburgh: Cadell, Junior, Davies. at e-rara (ETH-Bibliothek)
- 1794. An investigation of the principles of knowledge and of the progress of reason, from sense to science and philosophy. Edinburgh: Strahan & Cadell. at (VIRGO) University of Virginia Library)
- 1795. Theory of the Earth; with proofs and illustrations. Edinburgh: Creech. 3 vols. at e-rara (ETH-Bibliothek)
- 1797. Elements of Agriculture. Unpublished manuscript.
- 1899. Theory of the Earth; with proofs and illustrations, vol III, Edited by Sir Archibald Geikie. Geological Society, Burlington House, London. at Internet Archive

## Вшанування пам'яті
- На честь Джеймса Гаттона названо астероїд головного поясу 6130 Гаттон[11].
- На початку XXI століття на честь Гаттона названо вулицю в комплексі King's Buildings[en] у кампусі Единбурзького університету.
- Панк-гурт Bad Religion процитував вислів Джеймса Гаттона «жодних ознак початку, жодної перспективи кінця» у пісні No Control з однойменного альбому.
- На честь Хаттона названа гора Маунт Гаттон[en] у гірському масиві Сьєрра-Невада.